# Miguel Rúa
Michele Rua (Turín, 9 de junio de 1837-Turín, 6 de abril de 1910), conocido en español como Miguel Rúa, fue un sacerdote católico, rector mayor de la Congregación Salesiana entre 1888 y 1910 como I sucesor de Don Bosco.
Fue el rector mayor que permaneció más tiempo en el cargo (22 años) y es reconocido como la mano derecha de Don Bosco junto al cual estuvo desde los 19 años en el Oratorio de Turín. Don Rúa fue además el rector mayor que posibilitó la mayor expansión de la Congregación Salesiana en el mundo al enviar salesianos a muchos países. Personalmente visitó varias naciones como Sucesor de Don Bosco, especialmente en Europa. Colaboró con doña Dorotea de Chopitea en las fundaciones de misiones salesianas en Chile y en Barcelona.

## Infancia
Miguel nació el 9 de junio de 1837, cerca de Valdocco. Era hijo de Juan Bautista Rúa, un obrero viudo que tenía cinco hijos de su primera esposa y que se casó por segunda vez con Juana María Ferrero, la madre de tres, entre los cuales el segundo fue Miguel. Juan Bautista falleció cuando Miguel tenía siete años de edad, pero en ese mismo año, 1845, el niño se encontraría con quien sería su segundo padre por el resto de su vida: Don Bosco. Miguel escuchó a un amigo hablar del Oratorio en una época en la que Don Bosco tuvo que desplazarlo por varios sitios de la ciudad porque no encontraba un espacio para establecerlo. Estaba reuniendo a sus muchachos cerca de la Capilla de San Martín, en los predios del cementerio abandonado de San Pedro después de dejar el Refugio para niñas de la Marquesa de Barolo cuando Miguel llegó en búsqueda del extraño sacerdote cuyo nombre era ya conocido entre los jóvenes de Turín. 
Miguel testimonia que en aquellos días los rumores sobre la supuesta locura de Don Bosco eran normales:

Un día el superintendente de la fábrica de armas le preguntó a Miguel: "¿Todavía vas al Oratorio de Don Bosco? Cuando el muchacho le respondió que ocasionalmente, el hombre agregó: Pobre Don Bosco ¿No sabías que enloqueció?

Sin embargo, los rumores de la supuesta locura de Don Bosco esparcidos por Turín, afectaron poco la creciente estima de los muchachos hacia la figura del joven sacerdote y en el caso de Miguel esta aumentaría hasta una fidelidad más allá de su muerte.

## Miguel en el Oratorio de Valdocco
El niño hizo sus estudios elementales en la escuela de Porta Palazzo, no lejos de Valdocco, que era atendida por los Hermanos de las Escuelas Cristianas. Esa misma escuela fue frecuentada por Don Bosco como confesor y desde entonces Miguel lo escogió como su director espiritual. En 1850, cuando Don Bosco ya estaba establecido en la Casa Pinardi (desde 1846), Miguel terminó sus estudios primarios con los Hermanos Cristianos y Don Bosco le preguntó si quería ser sacerdote, a lo que el adolescente respondió positivamente. De esta manera el santo educador facilitó que el muchacho iniciara estudios de latín y educación media en 1852, pero siguió viviendo con su madre, no lejos de Valdocco y eventualmente, bajo petición de Don Bosco, ayudaba en el Oratorio de San Luis en Porta Nova. 
Enviado por Don Bosco bajo la orientación espiritual del padre José Cafasso, Miguel decidió ingresar como interno en el Oratorio de Valdocco el 22 de septiembre de 1852 y nunca más lo dejó. Tenía 15 años de edad, estaba en el tercer grado del colegio y fue registrado como el joven número 37 que ingresaba como interno.
El 2 de octubre de 1852 Miguel recibió la sotana clerical que lo convertía en un seminarista de Don Bosco y en asistente del Oratorio y bien pronto demostraría un carácter líder en medio de sus compañeros:

De acuerdo a Julio Barberis, ya después de la ceremonia de investidura, Rúa iba a mitades con Don Bosco y al mismo tiempo aprendía muchas cosas. Tenía tal ascendencia sobre sus compañeros que lo consideraban casi como un superior.

En 1853 Miguel comenzó sus estudios de filosofía en el Seminario Mayor de Turín, mientras continuaba su tarea como asistente en el oratorio de Valdocco que consistía en velar por la disciplina en general y los domingos en el Oratorio de San Luis.

## Nace la Congregación Salesiana
El joven Miguel estaría en el primer grupo con el cual Don Bosco fundó su Congregación Salesiana. El 26 de enero de 1854 le dio el nombre de «salesianos» a cuatro de sus seminaristas, es decir, que ponía su instituto bajo el patronato de San Francisco de Sales. El 25 de marzo de 1855 Miguel se convertiría en el primer joven en hacer sus votos como salesiano, los cuales hizo de manera temporal por espacio de un año, mientras comenzaba sus estudios de teología. Miguel fue elegido el primer presidente de la Sociedad de María Inmaculada fundada por Domingo Savio en 1856 y presidente de la Sociedad de San Vicente de Paul. 
En una época de transición entre escribas e imprenta, Miguel tuvo el honor de transcribir a mano, en su letra de estilo, los primeros reglamentos que Don Bosco compuso para la naciente Congregación. En febrero de 1858 Don Bosco eligió al joven Miguel Rúa como su secretario en las tres audiencias que tendría con papa Pío IX. En dicha ocasión el Pontífice hizo varias enmiendas al manuscrito de Rúa y le hizo rehacerlas.

## Sacerdocio
El 29 de julio de 1860, el joven Miguel Rúa fue ordenado sacerdote por Monseñor Balma, obispo auxiliar de Turín en una capilla privada de Caselle. Tenía 23 años de edad y debido a que los salesianos no habían recibido la aprobación eclesial, fue ordenado como sacerdote diocesano. Durante la noche, el nuevo sacerdote encontró una nota dirigida a él por Don Bosco en el cual se puede rastrear el sentido visionario del santo educador:

Verás más allá de mí el trabajo salesiano que crece y va más allá de los confines de Italia y se establece en varias partes del mundo. Tendrás mucho trabajo y mucho sufrimiento, pero sabes muy bien que sólo después de cruzar el Mar Rojo y el desierto que puedes alcanzar la Tierra Prometida

En 1856 había muerto Mamá Margarita, quien había pasado sus últimos diez años de vida en el Oratorio de Valdocco ayudando en el cuidado de la casa y de los muchachos. Desde la muerte de Mamá Margarita otra madre vendría al Oratorio a consagrar su vida por el bien de los jóvenes de Don Bosco: Juana María Ferrero, la mamá de Miguel.
Con su ordenación, Don Bosco encontró al que sería su mano derecha el resto de sus años y después de su muerte. Según testimonio de Barberis, para 1861 el Oratorio de Valdocco tenía 500 muchachos internos y el padre Miguel —o Don Rúa, como será recordado en la tradición salesiana—, demostró una gran actividad y un espíritu de sacrificio que hacía que los estudiantes lo tuvieran por santo.

## Mirabello
Durante el otoño de 1863, el padre Miguel dejó el Oratorio de Valdocco por única vez y por espacio de dos años: fue encargado por Don Bosco de liderar la que fuera la primera casa salesiana por fuera de Turín. Se trataba del Seminario Menor de San Carlos en Mirabello, Diócesis de Casale. Miguel fue delegado como su director —tenía solo 26 años— y dicha casa daría numerosas vocaciones juveniles a la Congregación durante sus primeras décadas. A dicha casa lo acompañó su madre Juana María, bastante anciana, pero de un admirable compromiso por la misión de su hijo al mejor recuerdo de la mamá de Don Bosco. De este paso del padre Miguel Rúa por Mirabello queda una de las cartas más útiles para entender el sistema preventivo de los salesianos. Don Bosco le escribía a Rúa varias recomendaciones que debía seguir como director de la casa y entre ellas la más célebre fue «procura hacerte amar, antes que temer».
En 1865 Don Bosco envió a Mirabello al padre Bonetti y pidió a Rúa regresar a Valdocco. Hizo sus votos perpetuos el 15 de noviembre de 1865 y se convirtió en el secretario definitivo del fundador hasta su muerte.

## Después de la muerte de Don Bosco

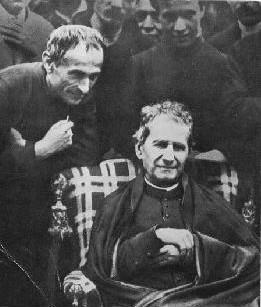
Don Rúa con Don Bosco en Barcelona, fragmento de una fotografía de 1886.

En Turín el 31 de enero de 1888, murió Don Bosco y ello cambió la vida de Don Rúa. Quedaba encargado de continuar la obra del santo educador y su cercanía a este lo convertían en la persona más indicada. Al momento de la muerte de Don Bosco, Don Rúa dijo a los presentes: «Ahora estamos huérfanos, hemos perdido un padre en la tierra, pero ganamos un protector en el cielo».
Tres semanas después, Don Rúa fue recibido por el papa León XIII quien le dijo: «Usted es el Sucesor de Don Bosco. Él fue un santo y desde el cielo no fallará en asistirlo a usted». Las palabras del papa León XIII eran muy importantes, porque Don Bosco no había dejado una regulación que sucediera su autoridad. La otra persona de un rango mayor entre los salesianos de la época fue Monseñor Cagliero, el primer obispo salesiano y oídas las palabras del papa aseguró que Rúa tenía la confianza de todos los salesianos. De esa manera, el 11 de febrero de 1888, el papa León XIII nominó como el primer sucesor de Don Bosco al sacerdote salesiano Miguel Rúa, quien fue rector mayor por 22 años no siendo superado hasta el presente por ninguno de los rectores mayores sucesivos.

## Rector mayor
Cuando Don Rúa asumió como rector mayor en 1888, la Congregación Salesiana tenía 773 salesianos, 276 novicios, 57 casas y 6 provincias. Sus comentarios y sugerencias venían siempre acompañados por frases tales como «Don Bosco decía...», «Don Bosco enseña que...», que significaba su compromiso con la continuidad del carisma salesiano del fundador. 
Durante su gobierno, se sucedieron varios acontecimientos. Entre el 23 y el 25 de abril de 1895, se organizó en Bolonia el I Congreso de los Salesianos Cooperadores. En 1891 comenzó las gestiones para la beatificación y canonización de Don Bosco, bajo sugerencia del mismo papa León XIII. Este mismo año se abrieron  las casas salesianas en Palestina que son tenidas como la primera presencia en Asia, también se abrió una casa en Argelia, lo que significó el ingreso de los salesianos en África. 
Eligió como prefecto de la Congregación al padre Felipe Rinaldi, quien llegó a ser también sucesor de Don Bosco. Realizó varios viajes fuera de Italia: España, Francia y los Países Bajos en 1890, Palestina en 1895, Francia, España, Portugal y Argelia en 1899, Sicilia y Túnez en 1900, Polonia, Suiza y Bélgica en 1904, Inglaterra, Francia, Portugal y Malta en 1906 y Austria, Turquía, Palestina y Egipto en 1908. Durante su gobierno, los salesianos llegaron a la mayoría de los países latinoamericanos.
En 1905 el joven sacerdote Luis Variara, apóstol de los jóvenes con lepra en Agua de Dios (Colombia), fundó un instituto de hermanas enfermas de lepra a las que llamó Hijas de los Sagrados Corazones de Jesús y María. Dicha fundación abrió el carisma salesiano a la realidad de los jóvenes enfermos y aunque Variara tuvo una gran oposición inicial por parte de sus superiores en Colombia, Don Rúa conservó un prudente respaldo a su obra.
En 1906 los salesianos llegaron a India (fundación en Tanjore) —en la actualidad, es la nación con el mayor número de salesianos en el mundo—. Tuvo la alegría de ver a Don Bosco ser declarado venerable en 1907. Fiel al carisma de promoción de la buena prensa de Don Bosco, Don Rúa fundó en Turín la Sociedad Anónima Internacional para la difusión de la buena prensa el 31 de julio de 1908 y se terminó de construir la iglesia de Santa María Liberatrice en el barrio romano de Testaccio.

## Muerte de Don Rúa
En la mañana del 6 de abril de 1910 murió el padre Miguel Rúa. Durante su gobierno los salesianos de Don Bosco alcanzaron una rápida expansión y dejaba 4312 salesianos y 345 casas. Fue sepultado en Valsalice, pero después trasladado a la Basílica de María Auxiliadora en Casa Pinardi, en donde había pasado la mayor parte de su vida. 

### Beatificación
Entre el 2 de mayo de 1922 y el 8 de mayo de 1939 se celebró la causa para su beatificación. El papa Pío XII firmó el decreto de heroicidad de sus virtudes en 1953 que lo declaraba venerable y el 29 de octubre de 1972 el papa Pablo VI lo declaró beato.
| Predecesor: Don Bosco | Rector mayor de la Congregación Salesiana 1888 - 1910 | Sucesor: Pablo Albera |